# 16个月领养儿童虐待致死事件

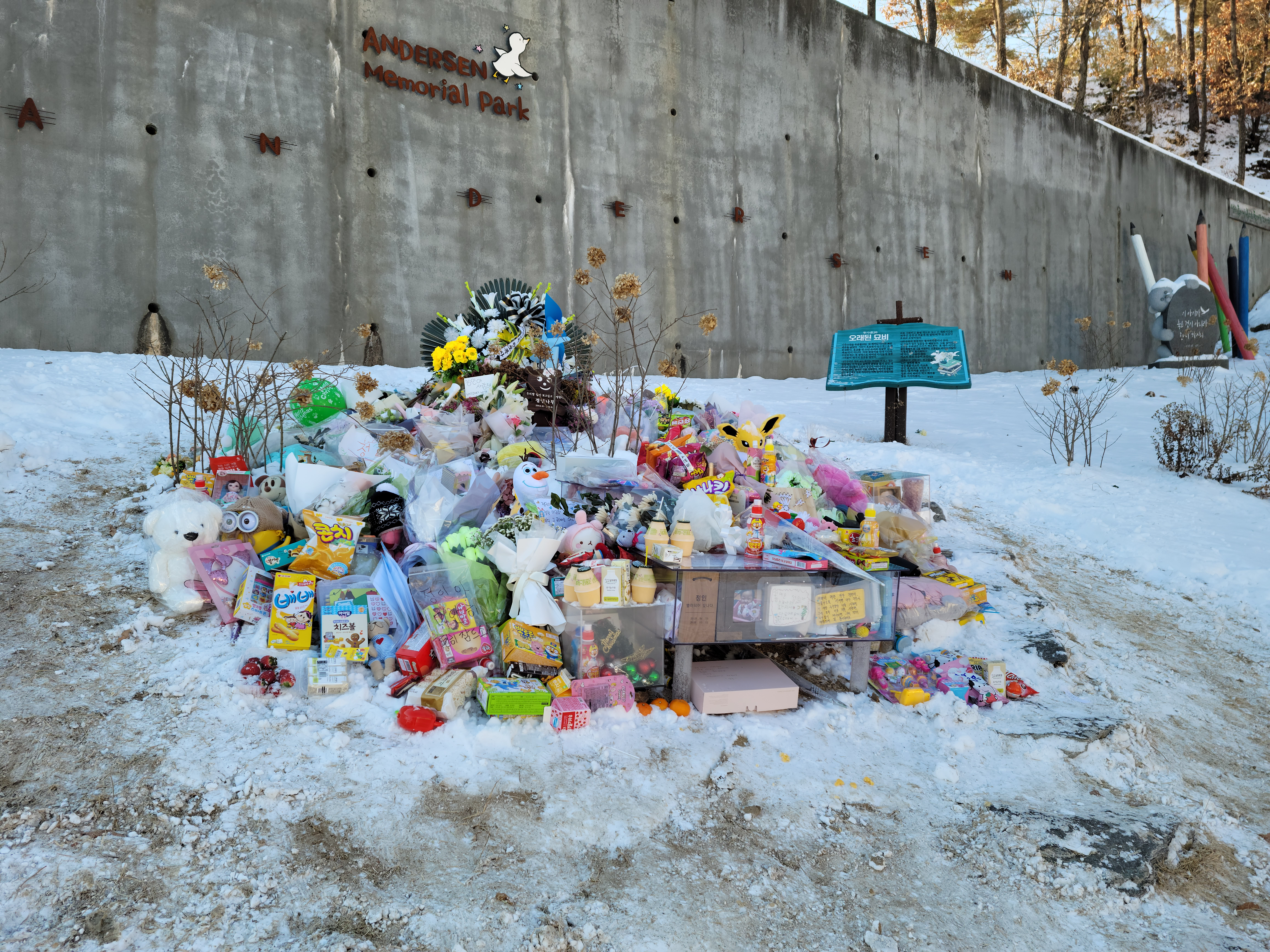

16个月领养儿童虐待致死事件或郑仁事件是2020年发生在首尔特别市阳川区的虐待儿童致死事件。
2021年4月14日，檢察院求处养母張某死刑，求處养父安某有期徒刑7年零6个月。。
2021年11月26日， 养母减刑至35年，养父减刑至5年。养母继续上诉，诉求减刑。
2022年4月28日，三審法院維持原判，判處養父有期徒刑5年，判處養母有期徒刑35年。

## 资料来源
1. ↑  .   [2021-05-08]. （原始内容存档于2021-05-08）.
2. ↑  .   [2021-05-08]. （原始内容存档于2021-05-09）.
3. ↑  . 2021-04-14  [2021-04-16]. （原始内容存档于2021-04-18）.
4. ↑  . 2022-04-28.